# Lansing Ignite Football Club
Il Lansing Ignite Football Club, conosciuto anche come Lansing Ignite FC o più semplicemente come Lansing Ignite, è stato un club calcistico professionistico statunitense con base a Lansing, nel Michigan.
È stato affiliato alla franchigia MLS del Chicago Fire.

## Storia
Fondato a fine 2018, nella stagione 2019 ha partecipato alla prima edizione della USL League One, terza divisione del campionato americano, classificandosi al secondo posto nella stagione regolare e raggiungendo la finale playoff. Già al termine della stagione però, il club ha cessato le attività.